# Everything Is Awesome
Everything Is Awesome er titelsangen i den animerede langfilm Lego Filmen fra 2014. Sangen blev skrevet af Shawn Patterson, Joshua Bartholomew, Lisa Harriton og humorgruppen The Lonely Island. Single- og popversionen, som spilles under rulleteksten i filmen, blev produceret af Mark Mothersbaugh og fremført af den canadiske popduo Tegan and Sara sammen med The Lonely Island.

## Baggrund
I et interview med Billboard udtalte Sara Quin fra Tegan and Sara:
Vi vil være et "seriøst" band og samtidigt morsomme mennisker, men det her var så bedårende og filmen så fantastisk ud, og muligheden for at lave noget med Mark Mothersbaugh og The Lonely Island ... der var ikke så meget at overveje, og det blev så cool. Vi synes at det var en win-win.

## Musikvideo
I musikvideoen ses medlemmerne i Tegan and Sara og The Lonely Island som Legofigurer. Dele af videoen blev skabt med brickfilming.

## Legos årsregnskab for 2014
Ved fremlæggelsen af Legos årsregnskab for 2014 sang firmaets administrerende direktør, Jørgen Vig Knudstorp Everything Is Awesome og dansede til på baggrund af en omsætningsfremgang på 13% fra 2013 til 2014.

### Engelsk originalcitat
1. ↑  We want to be a "serious" musical band, while also being funny people, but this was so adorable, and the movie looked great, and the opportunity to do something with Mark Mothersbaugh and the Lonely Island ... it was sort of a no-brainer, and it's turned out to be this really cool moment. We feel like it was a win-win.